# Bausch & Lomb Championships 2006
Bausch & Lomb Championships 2006 - жіночий тенісний турнір, що проходив на відкритих кортах з ґрунтовим покриттям у Racquet Park at the Amelia Island Plantation на острові Амелія (США).  Належав до турнірів 2-ї категорії в рамках Туру WTA 2006. Відбувсь удвадцятьсьоме. Проходив з 3 до 9 квітня 2006 року. Надія Петрова здобула титул в одиночному розряді.

## Фінальна частина

### Одиночний розряд
Надія Петрова —  Франческа Ск'явоне, 6–4, 6–4
- Для Петрової це був 2-й титул за сезон і 3-й — за кар'єру

### Парний розряд
Асагое Сінобу /  Катарина Среботнік —  Лізель Губер /  Саня Мірза, 6–2, 6–4